# Andreas Züll
Andreas Züll (* 29. April 1984 in Schleiden, Nordrhein-Westfalen) ist ein deutscher Schriftsteller, Lyriker und Lokalhistoriker.

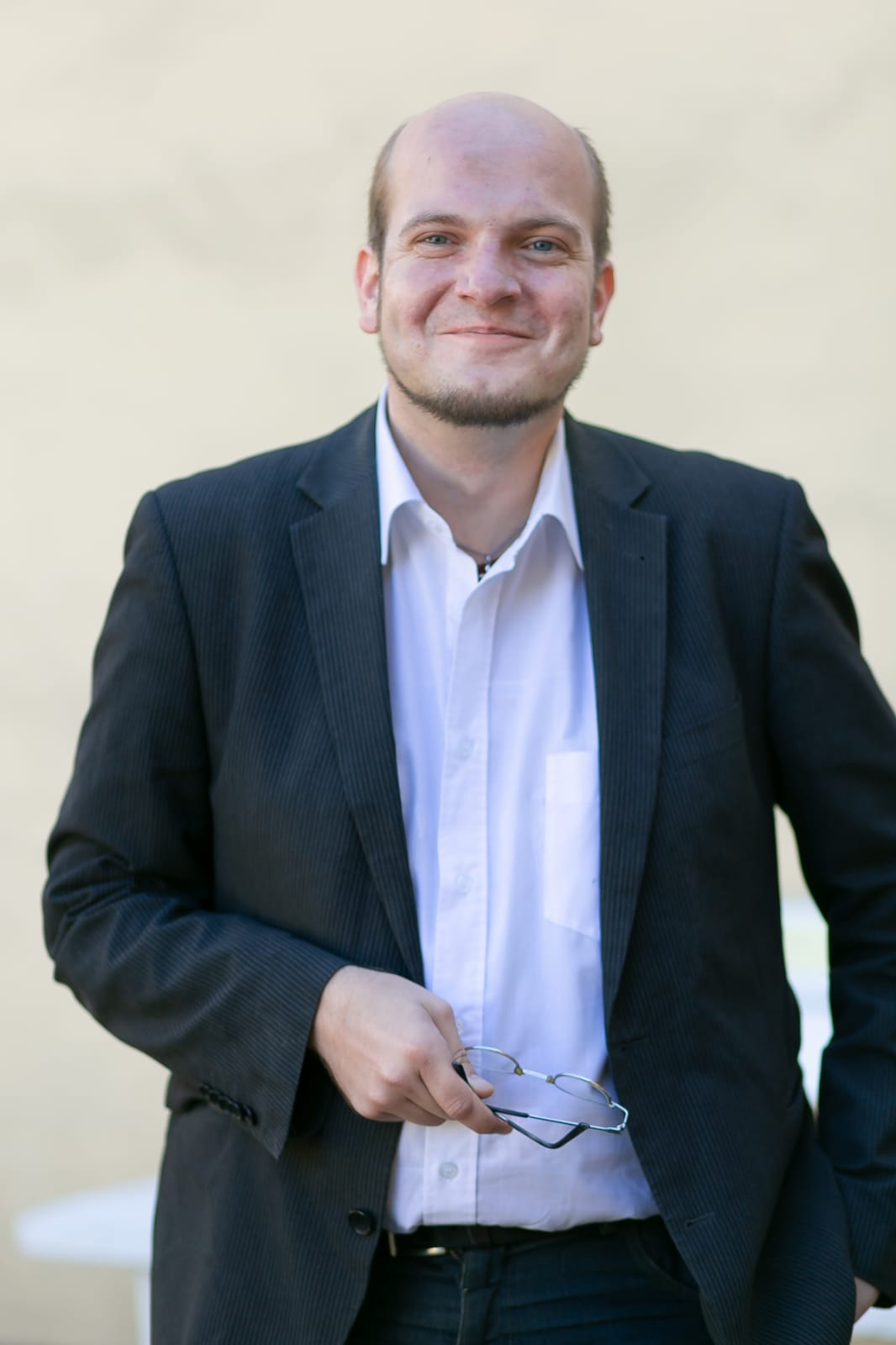
Andreas Züll (2020)

## Leben

### Herkunft und Familie
Züll wuchs gemeinsam mit einem älteren Bruder und drei älteren Schwestern in Kall in der Eifel auf, wo sein Vater eine Fahrschule betrieb. Seine Mutter ist Altenpflegerin. Zülls Großeltern mütterlicherseits ließen sich nach dem Zweiten Weltkrieg als Wollseifen-Flüchtlinge in Kall nieder, ein Umstand, den Züll regelmäßig in seinen Schriften aufgreift und thematisiert.
Einen Großteil seiner Kindheit verbrachte Züll im Haus seiner Großeltern in Kall. Besonders das Verhältnis zum Großvater war prägend für ihn, er begründete sein historisches und literarisches Interesse. Züll widmete den Großeltern in der Folgezeit verschiedene Geschichten und Gedichte, insbesondere die 2002 erschienene Erzählung „Die Großeltern“, deren zentrales Thema der Pazifismus des Großvaters ist.

### Schule und Beruf
Züll besuchte zunächst ab 1990 die Gemeinschaftsgrundschule in Kall, später das Hermann-Josef-Kolleg in Steinfeld. Nachdem er 2000 das Gymnasium vorzeitig verlassen hatte, absolvierte er eine Ausbildung zum Kaufmann für Bürokommunikation in der elterlichen Fahrschule. Im Anschluss holte er ab 2004 auf dem zweiten Bildungsweg in Euskirchen das Abitur nach. Zu dieser Zeit nahm er auf Anregung seiner Lehrer an der Universität Bonn an dem Begabtenförderprogramm „Fördern, fordern, forschen“ teil (Latein und Germanistik).
Nach dem Abitur schrieb sich Züll an der Universität Trier für das Lehramt an Gymnasien ein (Germanistik und Geschichtswissenschaften) und zog an die Mosel. Hier beschäftigte er sich schwerpunktmäßig einerseits mit der Geschichte des Rheinlands und der rheinischen Kirche, andererseits mit der deutschen Lyrik im 19. und 20. Jahrhundert, vor allem aber mit dem Werk Paul Celans. Seine Bachelorarbeit schrieb er 2013 "[z]ur Kirchenkritik in Heinrich Bölls 'Ansichten eines Clowns'". 2015 schloss er das Studium mit einem Zweifach-Master (M.Ed./M.A.) ab, seine Masterarbeit trägt den Titel "Die Manderscheider Herrschaft Schleiden im Reformationszeitalter – Ein Beispiel für Religion und Politik in frühneuzeitlichen Kleinstaaten im Alten Reich".
Nach seiner Rückkehr in die Eifel entschied sich Züll mit Beginn der Flüchtlingskrise 2015, zunächst als Sprachlehrer tätig zu werden. Seit 2017 arbeitet er hauptamtlich in der Flüchtlingshilfe des Deutschen Roten Kreuzes. Seine Erfahrungen als Sprachlehrer hat er in der 2017 veröffentlichten Erzählung „Deutschstunde oder: In Syrien brennen die Lichter anders“ verarbeitet.

### Schriftstellerische Karriere
Züll debütierte 2001 mit dem Lyrikband „Kneipenpoesie“. Im gleichen Jahr begann er zudem, für den Jugendteil der Lokalausgabe des Kölner Stadt-Anzeigers in Euskirchen zu schreiben. In den folgenden Jahren erschienen mehrere Bände mit Gedichten und Erzählungen. 2004 erschien der utopische Roman „Flügelschläge“, 2007 folgte der Kurzroman „Die verlorene Ehre der Lena Y“. Alles in allem blieb Züll der literarischen Kurzform jedoch treu. Ein Großteil seiner Werke erscheint in literarischen Periodika, vor allem im Literamus in Trier. Seit 2017 veröffentlicht Züll zudem viele seiner Gedichte vorab bei Instagram (unter "zuellskleineversfabrik").
2002 trat Züll dem Freien Deutschen Autorenverband (FDA) bei. Detlef Gojowy holte ihn noch im gleichen Jahr als Schriftführer in den Landesvorstand von Nordrhein-Westfalen. In den folgenden Jahren wurde Züll bei seiner Arbeit im FDA ebenso wie bei seiner schriftstellerischen Entwicklung von Gojowy, aber auch von Autoren wie Volkmar Zühlsdorff und Reinhard Hauschild stark unterstützt und gefördert. 2004 folgte Züll Gojowy schließlich als Landesvorsitzender in Nordrhein-Westfalen nach, seit 2006 gehörte er zudem als Wettbewerbs- und Jugendbeauftragter dem FDA-Bundespräsidium an. Nach Studienbeginn und dem Umzug nach Trier musste Züll seine Tätigkeit beim FDA schließlich aufgeben, 2009 schied er aus dem Landesvorsitz in NRW und dem FDA-Bundespräsidium aus, blieb dem Verband aber als Mitglied verbunden.
Seit 2002 verbindet Züll eine besondere Freundschaft mit Georg Miesen, der in den Nullerjahren mit phantastischen Eifelkrimis im KBV-Verlag bekannt wurde. 2003 begründeten die beiden Schriftsteller das Leseprojekt „Was ist eigentlich Zümiesmus?“, das seitdem mit wechselnden Mitakteuren fortbesteht. Seit 2008 leiten beide zudem gemeinsam die Schreibwerkstatt im Literaturhaus Nettersheim, aus der auch die 2012 erschienene Anthologie SCHREIBWERKstattLITERATUR hervorgegangen ist.

Einen besonderen Erfolg stellt das Schauspiel „Judenkind“ dar, dessen Urfassung bereits 1999 entstanden war. Das Stück erschien 2012 und wurde zunächst im Rahmen einer szenischen Lesung in der Galerie EifelKunst in Gemünd vorgestellt. Auf Vermittlung einer Trierer Kommilitonin wurde das Stück schließlich 2014 von der Theater-AG des Geschwister-Scholl-Gymnasiums in Daun uraufgeführt, es folgte neben weiteren Vorstellungen in Daun auch eine Aufführung in der Tufa in Trier. Die Eifeler Presse Agentur (EPA) schreibt in einer Rezension über das Stück am 10. Januar 2013:
"Der Autor Andreas Züll ist eigentlich eher für seine Lyrik bekannt. Jetzt hat er sich erstmals als Dramatiker versucht. Sein Theaterstück „Judenkind“ spielt in „irgendeiner“ deutschen Kleinstadt „irgendwann“ während des Krieges. Thomas, ein junger Soldat, ist auf Heimaturlaub bei seinen Eltern. Dort wird er mit einem strammen Nazi konfrontiert, einem Bekannten seiner Familie. Darüber hinaus gibt es noch einen Arzt, Dr. Pauli, der eine jüdische Familie versteckt hält und die deutsche Familie schließlich davon überzeugt, gemeinsam mit ihm ein kleines Mädchen vor den nationalsozialistischen Häschern zu retten.
Bis dahin klingt alles fast schon nach einer Genreszene aus dem Dritten Reich und wie eine von jenen Geschichten, die an mutige Deutsche erinnern wollen, die trotz der eigenen Gefahr Juden gerettet haben. Doch Züll ist perfide. Seine Geschichte ist nur auf den ersten Blick als affirmativ zu lesen. Er zeigt uns zunächst, dass jeder Mensch, solange er lebt, zahlreiche Möglichkeiten besitzt, auch in schweren Zeiten seine eigenen Entscheidungen zu treffen und sich damit der herrschenden Ideologie entgegenzustellen. Denn erst im Tod, so formuliert es der sterbende Dr. Pauli, ist man von seinen Möglichkeiten, Entscheidungen zu treffen, erlöst."
Auch sein lyrisches Werk trieb Züll in dieser Zeit wieder deutlich voran, als Ergebnis erschien 2017 der Band „Sprach-Los“. In einer Rezension bei der Eifeler Presse Agentur (EPA) vom 19. Oktober 2018 heißt es hierzu:
„Ungekünstelt und in den besten seiner Gedichte einzig am Wort orientiert, entwirft Züll neue Sprachräume, die sich allerdings zuweilen einem raschen Zutritt über das konventionelle Verstehen verschließen. Bei vielen seiner Gedichte muss man sich auf die Erkenntnis gefasst machen, dass man in diesen neuen Sprachräumen zunächst einmal kaum etwas erkennt. Denn die Gedichte Zülls sind keine rasch konsumierbaren Nachrichtentexte, die auf ein außerhalb von ihnen Gegebenes verweisen möchten, sondern sie verweisen überwiegend auf sich selbst. Das macht es dem Leser, der Tag für Tag in den Medien und sozialen Netzwerken primär dem referenziellen Charakter von Sprache ausgesetzt ist, oft schwer, sich in ihnen zurecht zu finden. Aber das Empfinden der eigenen Orientierungslosigkeit darf man dabei durchaus mit unter die Absichten des Autors rechnen. Wenn dem Leser quasi deutlich wird, wie sprachbewusstlos er bereits aufgrund der pausenlosen Berieselung durch instrumentalisierte Sprache geworden ist, dann hätten Zülls Gedichte schon sehr viel erreicht.“
Ab 2011 wandte Züll sich verstärkt lokalhistorischen Beiträgen zu, die in verschiedenen Jahrbüchern erschienen und zahlreiche Einladungen zu Vorträgen und Podiumsdiskussionen in seiner Heimatregion nach sich zogen. Neben  Aufsätzen zumeist über die Eifel und den Kreis Euskirchen, veröffentlichte Züll 2020 ein sechsbändiges Werk über die Schicksale insgesamt 873 Personen aus der Gemeinde Kall, die im Ersten Weltkrieg vermisst, verwundet oder getötet wurden.

## Politisches Engagement
Züll ist seit 2007 Mitglied der SPD. Seit 2009 gehört er dem Schul- und Sozialausschuss seiner Heimatgemeinde an. 2020 war er dort auch zeitweilig als Ratsherr tätig, unterlag aber bei der Kommunalwahl im gleichen Jahr.

## Privates
Züll ist ledig und lebt im Kaller Gemeindeteil Steinfeld.
Anfang September 2021 musste sich Züll, der seit Geburt an einem Herzklappenfehler leidet, in der Uniklinik Bonn einer Operation nach dem sog. Ross-Verfahren unterziehen. Mitte des Monats teilte er über die sozialen Medien mit, dass die Operation erfolgreich verlaufen sei und er sich auf dem Wege der Besserung befinde.

## Sonstiges
Züll wurde am 16. Juni 1984 – unweit des ehemaligen Dorfes Wollseifen – in der belgischen Militärkapelle St. Walburga im damaligen Camp Vogelsang, der ehemaligen NS-Ordensburg, getauft. 2015 hielt er im Rahmen einer Tagung der Westdeutschen Gesellschaft für Familienkunde (WGfF) in Vogelsang einen Vortrag zur Geschichte der Ordensburg, in dem er auch auf die Umstände seiner Taufe zu sprechen kam:
„Das Trauma der Vertreibung – oder sachlicher: Evakuierung – spielte und spielt denn auch in meiner Familie eine große Rolle. Doch mit Vogelsang verbindet mich nicht allein die Familiengeschichte über den erlittenen Verlust, sondern auch eine schöne Geste seitens der Belgier. Vor etwas mehr als 31 Jahren wurde hier in der St.-Walburga-Kapelle durch den belgischen Militärpfarrer Albert McClean ein deutsches Kind getauft: nämlich ich. Diesen Umstand habe ich – es ist in diesen Tagen leider nicht mehr selbstverständlich, es freimütig zu sagen: als überzeugter Europäer – stets – mit gebührender Bescheidenheit – als ein kleines, aber sehr schönes Symbol für den Frieden und das Zusammenwachsen der einstigen Kriegsgegner empfunden.“

## Veröffentlichungen (Auswahl)

### Einzeltitel
- Wehrunwürdig. Eine biographische Skizze zur SS-Sonderformation Dirlewanger anhand des Beispiels von Carlhans Jung aus Euskirchen. Wissenschaftlicher Verlag Trier (WVT), Trier 2025, ISBN 978-3-98940-082-5.
- Sprach-Los. Gedichte und Erzählungen. Shaker, Aachen 2017, ISBN 978-3-95631-621-0.
- Judenkind. Ein deutsches Schauspiel in drei Akten. Shaker, Aachen 2012, ISBN 978-3-86858-924-5.
- Diotima. Liebesgedichte aus zehn Jahren. Monsenstein und Vannerdaat, Münster 2010, ISBN 978-3-86991-122-9.
- von licht und schattenwelten. Monsenstein und Vannerdaat, Münster 2007, ISBN 978-3-86582-503-2.
- Die verlorene Ehre der Lena Y. Roman. Monsenstein und Vannerdaat, Münster 2007, ISBN 978-3-86582-563-6.
- Flügelschläge. Roman. Karisma, Buchholz 2004, ISBN 3-938497-25-4.
- Von A bis Z. Karisma, Buchholz 2003, ISBN 3-936171-33-5.
- Geschichten von Leben + Tod auf dem Asphalt. Buchholz 2002, DNB 965908526.
- Mein lyrisches Tagebuch. Karisma, Buchholz 2002, ISBN 3-936171-26-2.
- Kneipenpoesie. Karisma, Buchholz 2001, ISBN 3-936171-05-X.

### Herausgeberschaften und Mitverfasserschaften
- Georg Miesen, Andreas Züll: SCHREIBWERKstattLITERATUR. Geschichten, Gedichte und Ideen aus der Nettersheimer Schreibwerkstatt. Shaker, Aachen 2012.
- Elza Czarnowski, Georg Miesen, Andreas Züll: Was ist eigentlich Zümiesmus? Und wo zum Teufel kommt das Mädchen her. Karisma Verlag, Buchholz 2004.
- Detlef Gojowy (Hrsg.): Freier Deutscher Autorenverband. Dokumentation zum 30-jährigen Bestehen 2003 und der Veranstaltungen zum Jubiläumsjahr. Pandion Verlag, Simmern 2003.

### Aufsätze
- Nach Amerika mit Hoffnung. Ein Wollseifener Auswandererschicksal aus der Mitte des 19. Jahrhunderts. In: Jahrbuch des Kreises Euskirchen 2025, S. 8–15.
- "Kurz vor Leningrad, da mussten wir zurück'. Die Kriegserinnerungen Josef Zölls aus Wollseifen. In: Jahrbuch des Kreises Euskirchen 2024, S. 143–151.
- Schleiden. In: Fouquet, Gerhard et al. (Hrsg.): Residenzstädte im Alten Reich (1300–1800). Ein Handbuch. Abteilung I: Analytisches Verzeichnis der Residenzstädte und herrschaftlichen Zentralorte. Teil 2: Niederrheinisch-westfälischer, Kurrheinischer und Burgundischer Reichskreis, hg. von Harm von Seggern, Ostfildern 2022 (= Residenzenforschung. Neue Folge, I, 2), S. 498–503.
- Auswärtig beurkundete Kriegstote aus der Gemeinde Mechernich/Eifel im Ersten Weltkrieg (1914–1918). In: Oehms, Karl G. (Hrsg.): Jahrbuch 2022 der Westdeutschen Gesellschaft für Familienkunde e.V. (=Veröffentlichungen der WGfF Bd. 358). Köln/Trier 2022, S. 285–306.
- Die Kriegstoten der Gemeinde Kommern im Ersten Weltkrieg (1914–1918). In: Oehms, Karl G. (Hrsg.): Jahrbuch 2022 der Westdeutschen Gesellschaft für Familienkunde e.V. (=Veröffentlichungen der WGfF Bd. 358). Köln/Trier 2022, S. 307–327.
- Das heutige Kreisgebiet Euskirchen im Kartenwerk des Wilhelm Fabricius. Herren und Territorien am Vorabend des Revolutionszeitalters 1789. In: Jahrbuch des Kreises Euskirchen 2022, S. 18–22.
- Die Kriegstoten des ehemaligen Standesamtes Olef/Eifel im Ersten Weltkrieg (1914–1918). In: Mitteilungen der Westdeutschen Gesellschaft für Familienkunde, 50/6/2022. S. 175–182.
- „Des Johr zu Ihre, nächs Johr ze Liehre...“ - Maibrauch und Geloog im Kernort Kall in kulturgeschichtlicher Betrachtung. In: Jahrbuch des Kreises Euskirchen. 2021, S. 71–78.
- Die Kriegstoten der Gemeinde Mechernich/Eifel im Ersten Weltkrieg 1914–1918. In: Karl G. Oehms (Hrsg.): Jahrbuch 2020 der Westdeutschen Gesellschaft für Familienkunde e.V. (= Veröffentlichungen der WGfF. Bd. 291). Köln/Trier 2020, S. 263–292.
- Korrekturen und Ergänzungen zu den Kriegstoten aus Wollseifen/Eifel – Zweiter Weltkrieg (1939–1945). In: Karl G. Oehms (Hrsg.): Jahrbuch 2020 der Westdeutschen Gesellschaft für Familienkunde e.V. (= Veröffentlichungen der WGfF. Bd. 291). Köln/Trier 2020, S. 293–311.
- Die katholische Volksschule in Wollseifen. Volksschule im schulpolitischen Kontext ihrer Zeit (1863–1946). In: Jahrbuch des Kreises Euskirchen 2020. S. 64–69.
- Vom Barackenkino zum Rex-Filmtheater. Zur Geschichte des Kinos in Kall 1940 bis 1985. In: Jahrbuch des Kreises Euskirchen 2019. S. 20–28.
- Korrekturen und Ergänzungen zu den Gefallenen, Vermissten und im Krieg verstorbenen Soldaten aus Wollseifen/Eifel. Erster Weltkrieg (1914–1918). In: Mitteilungen der Westdeutschen Gesellschaft für Familienkunde, 49/1/2019. S. 2–10.
- Kalls nie gebaute Sprengstofffabrik im ersten Weltkrieg (1914–1918). In: Jahrbuch des Kreises Euskirchen 2018. S. 57–63.
- Bemerkenswerte Todesfälle im alten Steinfelder Sterbebuch 1682–1756. „Eines gewaltsamen Todes starb ...“. In: Jahrbuch des Kreises Euskirchen 2016. S. 45–52.
- „Zur Ehre Gottes und zum Frommen aller Wolseiffener“. Zum 380. Jubiläum der Wollseifener Rochuskirche 1635–2015. In: Jahrbuch des Kreises Euskirchen 2015. S. 53–63.
- Die NS-Ordensburg Vogelsang in der Nordeifel. Nationalsozialistische Kaderschmiede – Truppenübungsplatz – Dokumentationszentrum. Vortrag zur Herbstfahrt der Westdeutschen Gesellschaft für Familienkunde am 26. September 2015 nach Vogelsang. In: Aachener Geneaologie Info/AGI. 04/2015, S. 3–10.
- Zur Geschichte der Familie Döhler in den Eifeldörfern Wollseifen und Dreiborn. In: Mitteilungen der Westdeutschen Gesellschaft für Familienkunde. 47/3/2015. S. 70–73.
- Gefallene, Vermisste und Zivilopfer aus Dorf und Pfarre Wollseifen in beiden Weltkriegen einschließlich der in Wollseifen verstorbenen Soldaten und Evakuierten. In: Karl G. Oehms (Hrsg.): Jahrbuch 2014 der Westdeutschen Gesellschaft für Familienkunde e.V. (= Veröffentlichungen der WGfF. Bd. 291). Köln/Trier 2014, S. 287–310.
- Zur Geschichte der Familie Sistig im ehemaligen Dorf Wollseifen in der Nordeifel. In: Mitteilungen der Westdeutschen Gesellschaft für Familienkunde. 46/3/2013, S. 77–81.
- Über die Geschichte der Familie Züll in der Eifel. In: Mitteilungen der Westdeutschen Gesellschaft für Familienkunde. 45/4/2011, S. 101–109.
- Habemus praesidentem! In allen Ehren. Der FDA ernennt Detlef Gojowy und Hans Dietrich Lindstedt zu Ehrenvorsitzenden. In: Journal. Jahresheft 2007 des Freien Deutschen Autorenverbandes. 2/2007, S. 18–19.
- Dem stillen Giganten zum 70. Geburtstag. In: Axel Gojowy (Hrsg.): Festschrift für Detlef Gojowy. Musikwissenschaftler, Essayist, Schriftsteller. Freund, Vertrauter, Kollege. Zum 70. Geburtstag am 7. Oktober 2004. Bad Honnef
- Denkschrift über die Notwendigkeit der Jugendarbeit im FDA. In: FDA aktuell. Mitteilungsblatt des Freien Deutschen Autorenverbandes. 3/4/2006, S. 1–3.

### Digitalisate
- Gedenkbuch für die Soldaten aus der Gemeinde Kall/Eifel im Ersten Weltkrieg 1914–1918. 5 Bände. In: WGfF-11 (WGfF-CD Vol. 20), Digitalisat, Köln 2020.
- Katholische Pfarre St. Andreas in Steinfeld/Nordeifel (heutige Pfarre St. Potentinus). Verkartung. Sterbebuch 28.02.1682 – 28.04.1756. Heiratsbuch 01.02.1682 – 06.06.1757. In: WGfF-11 (WGfF-CD Vol. 20), Digitalisat, Köln 2020.

## Belege
1. 1 2  Profil von Andreas Züll. In: NRW-Literatur-Online-Datenbank. LITon.NRW, abgerufen am 8. September 2021 (deutsch).
2. ↑  Das "Judenkind" kommt in die Gemünder Galerie. In: Trierischer Volksfreund. 20. März 2013, abgerufen am 3. Oktober 2021.
3. ↑  "Judenkind" wird in Daun und Trier aufgeführt. In: Trierischer Volksfreund. 18. November 2014, abgerufen am 3. Oktober 2021.
4. ↑  Erst der Tod nimmt einem die Entscheidung. In: Eifeler Presse Agentur. 10. Januar 2013, abgerufen am 3. Oktober 2021.
5. ↑  Buchbesprechung: „SPRACH-LOS“ von Andreas Züll. In: Eifeler Presse Agentur (EPA). 19. Oktober 2018, abgerufen am 3. Oktober 2021.
6. ↑  Petra Grebe: Kreisjahrbuch 2018: Geschichte(n) aus dem Kreis. 14. November 2017, abgerufen am 8. September 2021 (deutsch).
7. ↑  Kein Vergessen für 873 Schicksale. Abgerufen am 8. September 2021.
8. ↑  Vorstand. In: SPD Kall. Abgerufen am 8. September 2021 (deutsch).
9. ↑  Thomas Schmitz: Neuer Ratsherr, neuer Ortsvorsteher. In: ProfiPress. 4. Mai 2020, abgerufen am 3. Oktober 2021.
10. ↑  Taufregister, kath. Militärgemeinde St. Walburga, Camp Vogelsang, Nr. 104/1984.
11. ↑  Andreas Züll: Die NS-Ordensburg Vogelsang in der Nordeifel. Nationalsozialistische Kaderschmiede – Truppenübungsplatz – Dokumentationszentrum. In: Westdeutsche Gesellschaft für Familienkunde (Hrsg.): Aachener Genealogie Info / AGI. Nr. 4, 2015, S. 3.

| Personendaten    | Personendaten                                         |
| ---------------- | ----------------------------------------------------- |
| NAME             | Züll, Andreas                                         |
| KURZBESCHREIBUNG | deutscher Schriftsteller, Lyriker und Lokalhistoriker |
| GEBURTSDATUM     | 29. April 1984                                        |
| GEBURTSORT       | Schleiden, Nordrhein-Westfalen                        |